# Малая Карпуниха
Малая Карпуниха — опустевшая деревня в составе Карпунихинского сельсовета в Уренском районе Нижегородской области.

## География
Находится на расстоянии примерно 23 километра по прямой на север от районного центра города Урень.

## История
Была известна с 1790 года, выселок из Карпунихи. В 1870 году 11 дворов и 75 жителей. В советское время работал колхоз «Начальный путь». В 1956 году учтено 137 жителей, в 1978 году 21 хозяйство и 50 жителей, в 1994 — 10 и 19 соответственно.

## Население
Постоянное население составляло 8 человек (русские 100 %) в 2002 году, 0 в 2010.